# Quartiere INCIS Decima
Il quartiere INCIS Decima è un complesso residenziale di Roma, situato nella zona Z. XXVII Torrino dove sorgono numerosi edifici realizzati dall’Istituto nazionale per le case degli impiegati statali (INCIS), da cui trae il nome.
Sorge circa al settimo km di via Ostiense, sul lato sinistro, in corrispondenza della via di Decima, così chiamata perché conduceva alla tenuta omonima, dove si trova il castello di Decima, posto al decimo miglio della via Laurentina.

## Storia
Quartiere costruito utilizzando il progetto per la costruzione del villaggio olimpico con cui è idealmente e materialmente collegato tramite la cosiddetta via Olimpica.
Nel 1960, in occasione delle Olimpiadi tenutesi a Roma, fu costruita un'arteria a scorrimento veloce che collegava la via Salaria con l'area del Foro Italico e dello stadio Olimpico attraversando Monte Antenne, Tor di Quinto, Ponte Milvio e le colline della Farnesina. Tale strada, realizzata sfruttando l'area di sedime e le gallerie originariamente destinate per l'arco settentrionale di un anello ferroviario, denominata via del Foro Italico ma più nota come via Olimpica,
Gli edifici sono disposti come un castrum romano, dove viale Camillo Sabatini costituisce il cardine (asse nord-sud) e viale Sabato Martelli Castaldi/via Romualdo Chiesa costituiscono il decumano (asse est-ovest).

## Odonomastica
Le strade di Decima sono state istituite al termine della edificazione del complesso edilizio, con la delibera della Giunta Municipale n. 7870 del 27 ottobre 1965 e sono state tutte dedicate a militari e partigiani medaglie d'oro e d'argento al valor militare:
- Mario Batà, Michele Boccassini, Otello Boccherini, Inigo Campioni, Romualdo Chiesa
- Francesco De Gregori, Gustavo Fara, Giuseppe Felici, Gino Fruschelli
- Enrico Giachino, Gastone Giacomini, Azolino Hazon, Giuseppe Lopresti, Roberto Lordi
- Sabato Martelli Castaldi, Luigi Mascherpa, Mario Mona, Carlo Moneta
- Aldo Pini, Efrem Reatto, Mario Ruffini, Camillo Sabatini, Ercolino Scalfaro
- Vincenzo Ugo Taby, Francesco Vannetti Donnini, Ignazio Vian

L'intero quartiere è dislocato lungo una parte della via di Decima da cui prende il nome, nell'angolo che si viene a crearsi con la Ferrovia Roma-Lido. La via di Decima inizia dalla via Ostiense ed incrocia con via dell'Oceano Indiano che, oltre a collegare con l'EUR, prosegue con via Camillo Sabatini, vero e proprio Decumano del quartiere andando ad incrociarsi con il corrispettivo cardo maximus rappresentato da via Sabato Martelli Castaldi. Nelle adiacenze c'è piazzale Ezio Tarantelli (vittima del terrorismo) dove è sita la stazione ferroviaria di Tor di Valle.
Nel prosieguo della via di Decima, all'incrocio con via del Pianeta Terra, si trova il cinema Stardust Village. Oltre via del Pianeta Terra, si chiude un cerchio (allargato ad alcune case non del quartiere) con piazzale Ezio Tarantelli composto da via del Pianeta Saturno, via della Grande Muraglia, via del Fiume Bianco, piazza Azolino Hazon, via Domenico Sansotta.

## Collegamenti
|  | È raggiungibile dalla stazione Tor di Valle. |